# Rocca Malatina
Roccamalatina (o Rocca Malatina, come si chiamava un tempo) è una frazione del comune di Guiglia che si trova a 15 km da Vignola lungo la Strada statale 623 del Passo Brasa nell'Appennino modenese. La sua notorietà è dovuta alle imponenti rocce d'arenaria  risalenti al medio Miocene, i Sassi di Roccamalatina.
Per comprendere l'origine del nome ci si deve rifare alla storia di una famiglia nobile, i "Malatigni", che per circa due secoli e mezzo, fra il XII ed il XIV secolo, dominò una parte abbastanza estesa del territorio. Una vicenda a suo modo ambigua e carica di significati ad iniziare dal suo capostipite, Malatigna, che compare nella zona intorno al 1170.
Oggi Roccamalatina conta 573 abitanti ed è contornato dal Parco regionale dei Sassi di Roccamalatina. Sono inoltre molto apprezzate le specialità gastronomiche della zona e le numerose feste e sagre, che si svolgono soprattutto nel periodo primaverile ed estivo.

## Galleria d'immagini

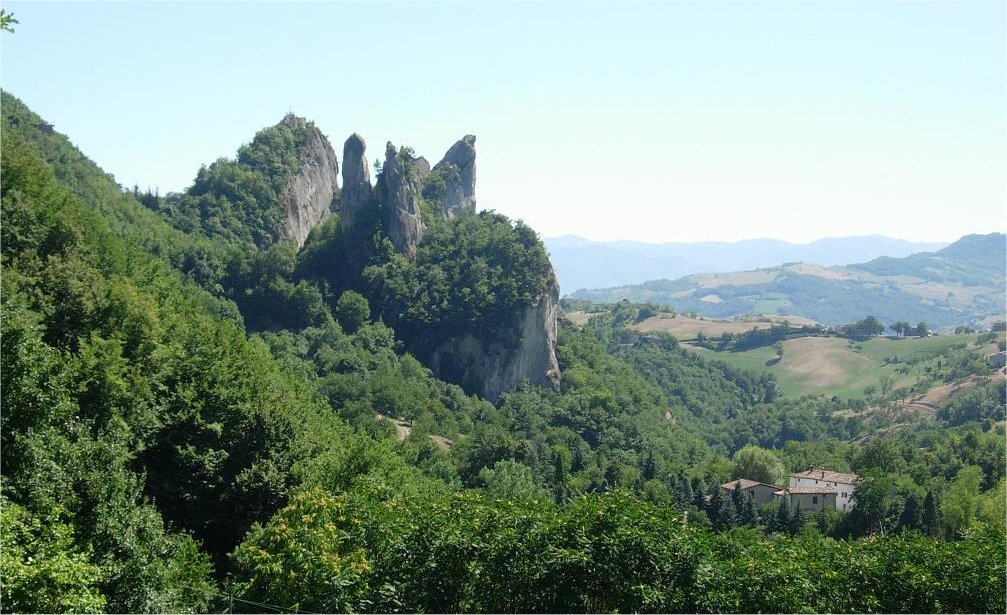
Sassi di Roccamalatina